# Whiteville (Karolina Północna)
Whiteville – miasto w Stanach Zjednoczonych, w stanie Karolina Północna, siedziba administracyjna hrabstwa Columbus.